# Нумсен, Кристиан Фредерик
Кристиан Фредерик Нумсен (дат. Christian Frederik Numsen, 1741—1811) — датский государственный деятель, обер-гофмаршал, дипломат, офицер и тайный конференц-советник; посол Дании в Российской империи в 1772—1775 годах.

## Биография
Происходил из датского дворянского рода Нумсен. Родился 11 апреля 1741 года в Копенгагене в семье будущего фельдмаршала Михаэля Нумсена (1686—1757) и придворной дамы Маргареты Нумсен, урождённой Ингенхеф. Был вторым сыном из десяти детей своего отца. Его старший брат, Фредерик Нумсен, был генералом на русской службе; сестра, Магдалена Нумсен, в замужестве баронесса Лёвенскольд, богатой помещицей.
В 1757 году Кристиан Нумсен поступил корнетом в королевскую конную лейб-гвардию и получил звание камер-юнкера. В 1759 году он был произведён в ротмистры, а в 1763 году поступил секунд-ротмистром в Голштинский кирасирский полк, затем перешёл на службу командиром роты в королевскую пехотную лейб-гвардию. в 1766 году он получил звание камергера, в 1768 году — произведён в подполковники и назначен секунд-майором королевской пехотной лейб-гвардии.
В 1772 году получил назначение посланником при российском императорском дворе. На этом посту вёл переговоры об обмене графств Ольденбург и Дельменхорст на герцогскую (Готторпскую) часть Шлезвиг-Гольштейна. После подписания Царскосельского трактата, который полностью урегулировал «Готторпский вопрос», был награждён орденом Даннеброг.
В 1776 году он ушёл в отставку с поста посланника и был назначен руководителем таможенной палаты Эресунна. В 1778 году получил звание обер-камер-юнкера, в 1779 году — чин тайного советника. В 1781 году назначен первым заместителем главы Главной таможенной палаты, а через год — первым заместителем главы Палаты финансов.
В 1784 году он полчуил звание обер-гофмаршала. В 178—1791 годах был первым директором Королевского театра, а также директором Королевской коллекции монет и медалей. Как глава Королевского театра он стремился заменить обычные певческие выступления тем, что он называл «великой оперой». Поэтому Нумсен пригласил в Копенгаген всемирно известного немецкого композитора и дирижёра Иоганна Готлиба Науманна. Таким образом, Королевский оперный хор обязан своим существованием Кристиану Нумсену.
В 1790 году он получил звание тайного конференц-советника, в 1808 году пожалован придворным званием 9 ранга 1 класса.
В 1810 году награждён орденом Слона.
Умер 26 ноября 1811 года в Хельсингёре.

## Семья
В 1784 году женился на обер-гофмейстерине датского королевского двора Маргарете фон дер Люэ (1741—1826), урождённой графине Хольк, вдове обер-президента Копенгагена Вольрада Августа фон дер Люэ (1705—1778). Брак был бездетным.

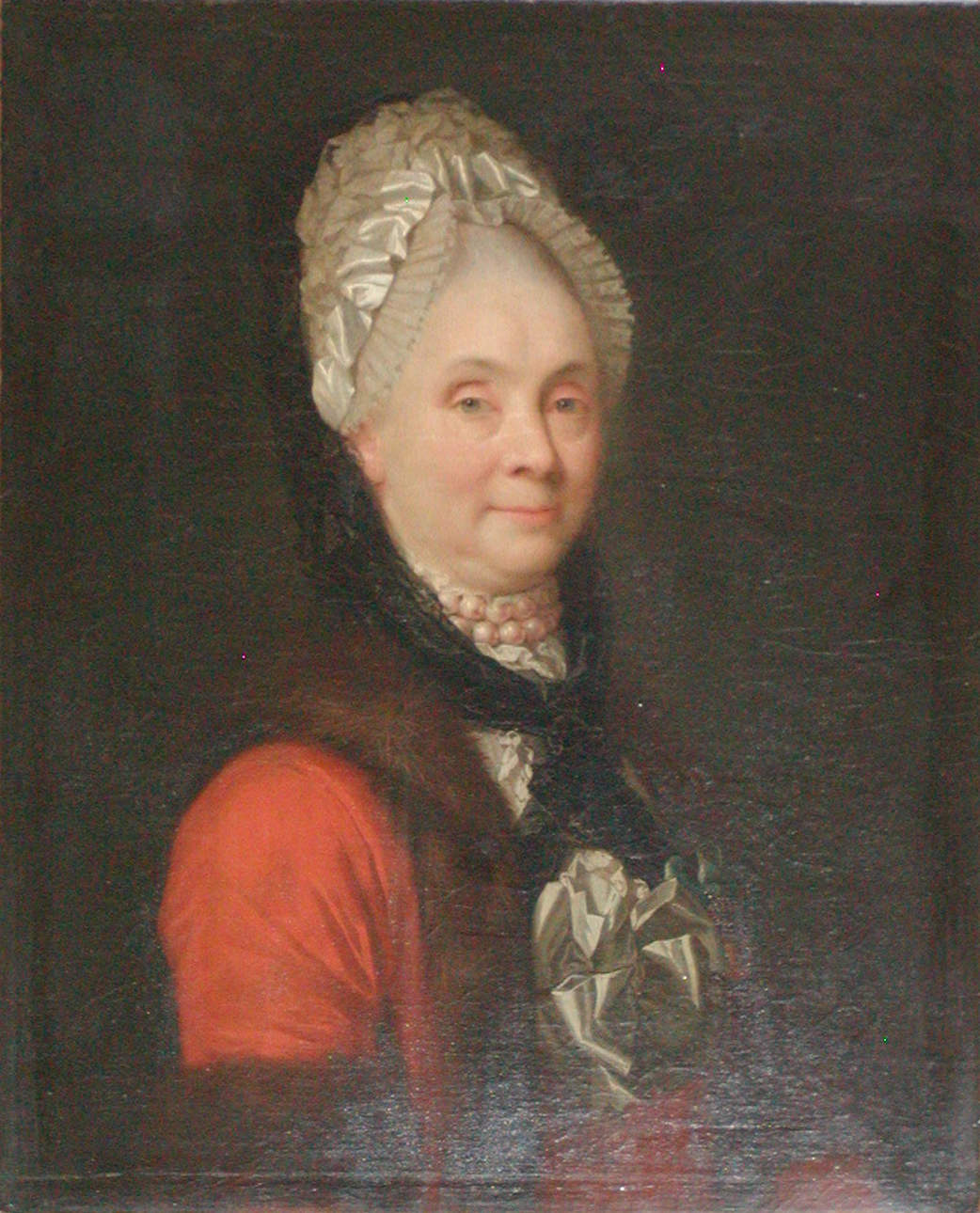
Мать, Маргарета Нумсен, урождённая Ингенхеф, портрет работы неизвестного художника, XVIII в.
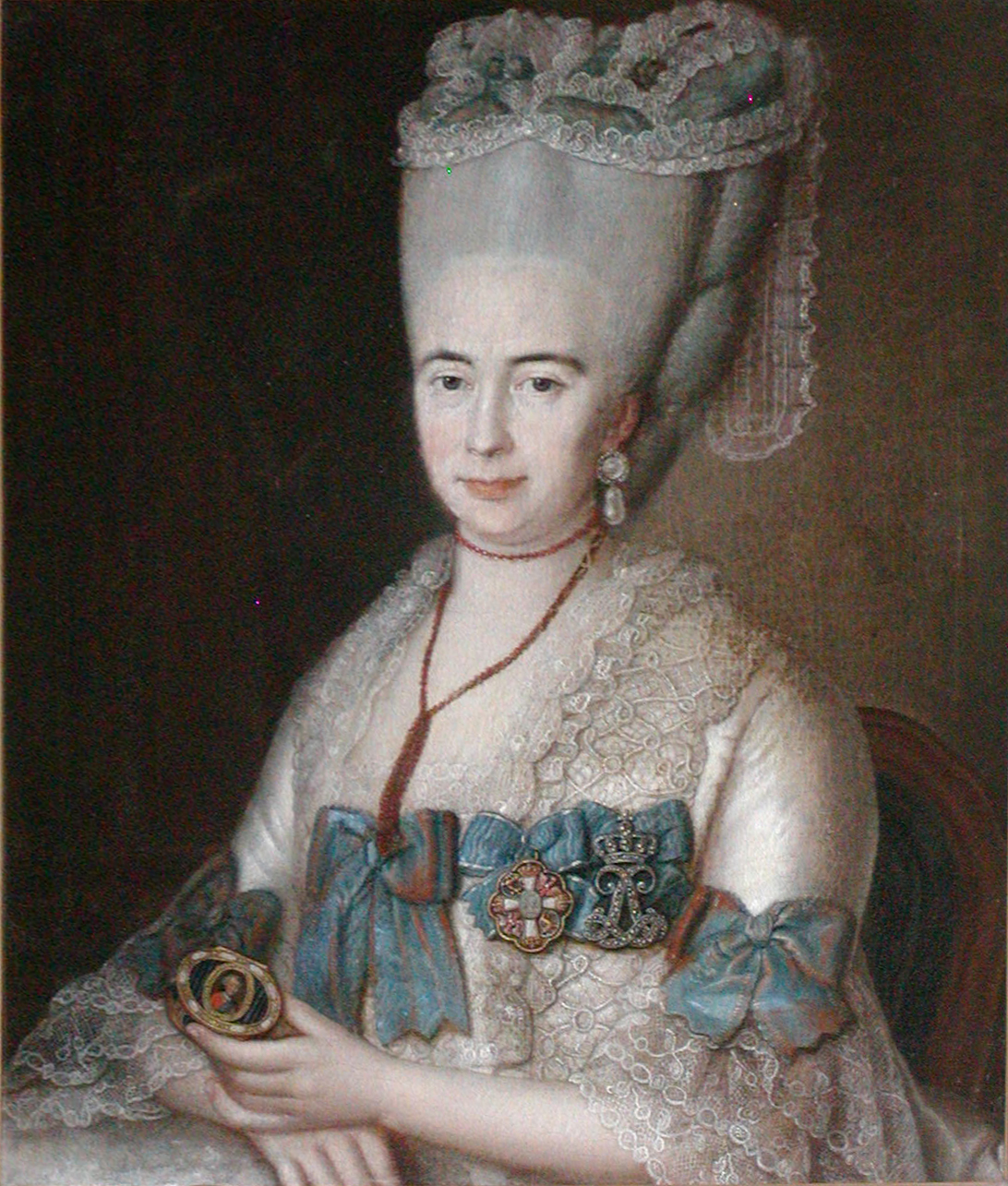
Жена, Маргарета Нумсен, урождённая графиня Хольк, портрет работы Ульриха Беенфельдта[дат.], 1777 г.

## Награды
- Орден Данеброг большой крест (1773, Hvid ridder, королевство Дания)
- Орден Слона (1810, королевство Дания)